# Олга Жовнир
Олга Богдановна Жовнир (на украински: Ольга Богданівна Жовнір; 8 юни 1989 г., Нетешин, Украйна) e украинска фехтовачка на сабя и олимпийска шампионка през 2008 г. в отборната надпревара, двукратна европейска шампионка в отборното състезание (2009 – 2010), световна шампионка (2009), заслужил майстор на спорта на Украйна.
Тренира в град Хмелницки. Височина 165 см, тегло 55 кг. Първият ѝ треньор е Олга Шчурбабина, други треньори са Валери Шчурбабин  и Вадим Шчурбабин.

## Спортни постижения
- Олимпийски игри в Пекин, 2008 г. – златен медал в отборната надпревара на сабя за жени (другите състезателки в отбора са Олга Харлан, Елена Хомрова, Галина Пундик).
- Световно първенство, 2009 г. – първо място в отборното състезание.
- Европейско първенство, 2014 г. – трето място в отборното състезание.

## Награди
- Орден за заслуги, III степен (4 септември 2008 г.) – за постигане на високи спортни резултати на XXIX летни олимпийски игри в Пекин (Китай), за проявена смелост, всеотдайност и воля за победа, увеличаване на международния авторитет на Украйна.[4]